# Dead Silence (film, 2007)
Pour les articles homonymes, voir Dead Silence et Silence de mort.
Pour plus de détails, voir Fiche technique et Distribution.
Dead Silence ou Silence de mort au Québec est un film d'horreur américain réalisé par James Wan, sorti en 2007. Ce film raconte une histoire morbide faisant la part belle à un personnage aux allures détraquées, une femme ventriloque.

## Résumé
Un homme, bien décidé à élucider le meurtre de sa femme, revient dans sa ville natale pour y enquêter. Il comprend ensuite que ce meurtre pourrait être l'œuvre d'un fantôme ventriloque, continuant à vivre à travers ses marionnettes.
Un soir d'orage, Jamie Ashen et sa femme Lisa reçoivent un colis anonyme contenant une poupée ventriloque prénommée Billy. Un peu déconcertés mais nullement effrayés, ils ne s'inquiètent pas outre mesure, et Jamie s'absente, laissant son épouse seule à la maison. Peu de temps après que Lisa a placé la poupée sous un drap pour effrayer Jamie, des événements inquiétants se produisent : plus aucun bruit ne se fait entendre dans la maison (la pendule, la théière et même le tonnerre deviennent muets), si ce n'est la respiration de Lisa qui est brutalement assassinée sans que l'on sache ce qui l'a vraiment tuée. Lorsque Jamie rentre chez lui, il découvre sa femme morte sous le drap, l'expression figée dans un rictus de terreur et la langue arrachée. Le problème est que sa femme l'a vraisemblablement appelé peu de temps avant qu'il ne la découvre alors qu'elle était déjà morte. Ce détail ne manque pas d'intriguer la police dépêchée sur les lieux, mais, faute de preuves tangibles, le détective Lipton chargé de l'affaire ne peut pour l'instant arrêter Jamie.
Bien décidé à résoudre le mystère par lui-même, ce dernier découvre que la boîte dans laquelle la poupée lui a été livrée est en fait une caisse ayant appartenu à Mary Shaw, une artiste ventriloque venant de la petite ville de Raven's Fair de laquelle Jamie et Liza sont originaires.
Un poème macabre entoure l'histoire de cette artiste, comme une mise en garde que Jamie et Liza croyaient surtout destinée aux enfants :

« Méfie-toi du regard de Mary Shaw, elle n'avait pas d'enfants, que des poupées bizarres, et si un jour tu croises son regard, prend garde à ne surtout pas crier ou tu périras »

Revenu à Raven's Fair pour enterrer son épouse, Jamie rend visite à son père auquel il reproche sa tyrannie, son désengagement ainsi que le suicide de sa mère. Celui-ci, désormais paralysé dans un fauteuil roulant, vit avec une jeune femme blonde qui se présente comme Ella, sa troisième épouse. Peu convaincu par les explications de son père, Jamie se rend au salon funéraire d'Henry Walker avec lequel il règle les préparatifs des obsèques. Henry est habitant de Raven's Fair depuis toujours et connaît la petite ville comme sa poche. Il vit avec une étrange femme, Marion, qui semble avoir été traumatisée et qui s'adresse aux oiseaux d'un air de confidence. La vision du cadavre de Liza arrivé peu de temps après remplit Henry de frayeur car il semble lui rappeler des événements passés, mais il s'exécute et les obsèques peuvent être rapidement organisées.
Peu de temps après la cérémonie, Jamie s'éloigne dans le cimetière et tombe sur le caveau de Mary Shaw, la fameuse artiste ventriloque que tout le monde semble craindre. Marion lui glisse alors quelques mots sur la mort de sa femme sans qu'il arrive à en comprendre le sens.
Le soir venu, rentré au motel auquel il loge, Jamie qui a emporté la poupée avec lui croit un moment apercevoir le fantôme d'une femme grimaçante dans la lueur du néon. Bien décidé à se débarrasser de cette poupée qu'il redoute de plus en plus, il se rend au cimetière pour l'y enterrer, ainsi que cela aurait dû être fait suivant le testament de Mary Shaw.
Se sentant surveillé, Jamie s'empresse de l'ensevelir, non sans avoir vu la poupée brusquement tourner la tête pour le fixer au moment de refermer la boîte.
De retour à l'hôtel, Ashen tombe sur le détective qui l'a suivi, et qui a aussitôt déterré la poupée considérée comme une preuve. Le lendemain matin, Jamie la subtilise au détective qui occupe la chambre d'à côté, et retourne chez Henry pour exiger des explications. Celui-ci lui raconte alors l'intégralité de l'histoire de Mary Shaw, du moins, celle dont il a été personnellement témoin au temps de sa jeunesse. À la suite d'une représentation à laquelle il assistait, l'artiste avait été prise à partie par un jeune garçon, Michael Ashen, parent de Jamie Ashen.
Peu de temps après, le jeune garçon avait disparu, et Mary avait été retrouvée assassinée, la langue arrachée. Amenée au funérarium du père d'Henry, elle aurait formulé le souhait d'être elle-même transformée en poupée, scène dont Henry a d'ailleurs été le témoin, une nuit, alors qu'il était descendu dans la salle ou était posé le cercueil. Cette nuit, elle lui serait apparue morte-vivante avant que son père n'allume la lumière, et peu de temps après, la mort aurait frappé la population de Raven's Fair.
Jamie se rend finalement au vieux théâtre où habitait Mary Shaw pendant qu'Henry se fait attaquer et assassiner à son tour. De retour en ville, Jamie tombe sur le détective bien décidé à l'arrêter avant de réussir à l'attirer au grand théâtre où la voix d'Henry lui a donné rendez-vous.
Sur place, il découvre l'ancien logement de Mary Shaw rempli des poupées toutes déterrées, et par la même occasion le cadavre de Michael Ashen partiellement transformé en poupée. Le fantôme de Mary Shaw se manifeste alors et explique à Jamie qu'elle a tué son épouse parce qu'elle portait en elle le dernier Ashen. Elle attaque peu de temps après les deux hommes et le détective succombe.
Jamie a juste le temps de retourner chez son père et de détruire par le feu Billy, la poupée « principale », avant de découvrir qu'Ella, sa « nouvelle » belle-mère, a en réalité assassiné et transformé en poupée son père, et se révèle être la dernière poupée de Mary Shaw, sa « poupée parfaite ».
Le film se conclut sur l'image de Jamie qui se retourne brutalement pour faire face à Ella sur le visage de laquelle apparait l'expression de Mary. On peut en conclure qu'elle a mené sa vengeance à son terme.

## Fiche technique
- Titre : Dead Silence
- Titre québécois : Silence de mort
- Réalisation : James Wan
- Scénario :  Leigh Whannell, d'après une histoire de Leigh Whannell et James Wan
- Décors : Julie Berghoff
- Costumes : Denise Cronenberg
- Photographie : John R. Leonetti
- Montage : Michael N. Knue
- Musique : Charlie Clouser
- Production : Mark Burg, Gregg Hoffman (en), Oren Koules, Peter Oillataguerre et Scott Stuber (en)
- Sociétés de production : Universal Pictures, Twisted Pictures et Evolution Entertainment
- Budget : 20 millions de dollars (14,68 millions d'euros)
- Box-Office: 22 217 407$
- Pays d'origine :  États-Unis
- Format : couleur - 2,35:1 - DTS / Dolby Digital / SDDS - 35 mm
- Genre : Horreur
- Durée : 91 minutes
- Dates de sortie :
  - 16 mars 2007 (États-Unis)
  - 21 novembre 2007 (France)
- Film interdit aux moins de 12 ans lors de sa sortie en salles

## Distribution
Légende : 1er doublage et 2ème doublage
- Ryan Kwanten (VF : Alexandre Gillet ; Thomas Roditi ; VQ : Martin Watier) : Jamie Ashen
- Amber Valletta (VF : Barbara Tissier ; VQ : Nathalie Coupal) : Ella Ashen
- Donnie Wahlberg (VF : Renaud Marx ; VQ : Antoine Durand) : l'inspecteur Jim Lipton
- Michael Fairman (VF : Marc Cassot ; Marc Cassot ; VQ : Hubert Fielden) : Henry Walker
- Joan Heney (VQ : Claudine Chatel) : Marion Walker
- Bob Gunton (VF : Michel Paulin ; VQ : Luis de Cespedes) : Edward Ashen
- Laura Regan (VF : Adeline Moreau ; Sandra Valentin ; VQ : Annie Girard) : Lisa Ashen
- Dmitry Chepovetsky (VF : Sébastien Finck) : Richard Walker
- Judith Roberts : Mary Shaw
- Keir Gilchrist (VQ : François-Nicolas Dolan) : Henry enfant
- Steven Taylor : Michael Ashen
- David Talbot : le prêtre
- Steve Adams : l'inspecteur de 1941
- Shelley Peterson : la mère de Lisa
- Austin Majors : Michael Ashen (voix)

Sources et légende : version française (VF) sur Symphonia Films

## Autour du film
- Le tournage a débuté en juillet 2005 et s'est déroulé à Elora et Toronto.
- Lorsque le policier et Jamie trouvent le clown sur la chaise, on remarque, durant plusieurs courtes séquences (vers 1 h 13), la marionnette de Jigsaw dans Saw, comme petit clin d'œil à ce film[2], également réalisé par James Wan.
- Le film est dédié à Gregg Hoffman, mort en 2005[3].

## Bande originale
| 01. We'll Sleep Forever 02. Main Titles 03. Sheet 04. Blood 05. Apartment 06. Raven's Fair 07. Dad's House 08. Ella 09. My Son 10. What Poem 11. Caskets 12. Motel Hearse 13. It Can't Be 14. Funeral 15. Billy 16. Perplexed | 17. Steal Billy 18. Lips Moving 19. Coffin 20. Photos 21. Map Drive 22. Guignol 23. He Talked 24. It's Soup 25. Full Tank 26. Doll Wall 27. All The Dolls 28. One Left 29. Mary Shaw 30. Dummy 31. Family Album |